# Golop
Golop ist eine ungarische Gemeinde im Kreis Szerencs im Komitat Borsod-Abaúj-Zemplén.

## Geografische Lage
Golop liegt in Nordungarn, 33 Kilometer nordöstlich des  Komitatssitzes Miskolc und 8 Kilometer nördlich der Kreisstadt Szerencs. Nachbargemeinden im Umkreis von vier Kilometern sind Monok und Tállya. Die nächstgelegene Stadt Abaújszántó befindet sich fünf Kilometer nördlich von Golop.

## Geschichte
Im Jahr 1913 gab es in der damaligen Kleingemeinde 128 Häuser und 765 Einwohner auf einer Fläche von 1620  Katastraljochen. Sie gehörte zu dieser Zeit zum Bezirk Szerencs im Komitat Zemplén.

## Sehenswürdigkeiten
- Büste von Attila, erschaffen von Benedek Sebestyén
- Reformierte Kirche, erbaut im 18. Jahrhundert
- Römisch-katholische Kirche Szűz Mária Neve, erbaut im 19. Jahrhundert
- Vay-Schlösser (Vay-kastélyok)
- Wappensammlung (Címertár) im Schloss

## Verkehr
Durch Golop verläuft die Landstraße Nr. 3711, östlich des Ortes die Hauptstraße Nr. 39. Es bestehen Busverbindungen über Abaújszántó nach Encs sowie nach Szerencs. Der nächstgelegene Bahnhof befindet sich zwei Kilometer südöstlich in Tállya.

## Bilder

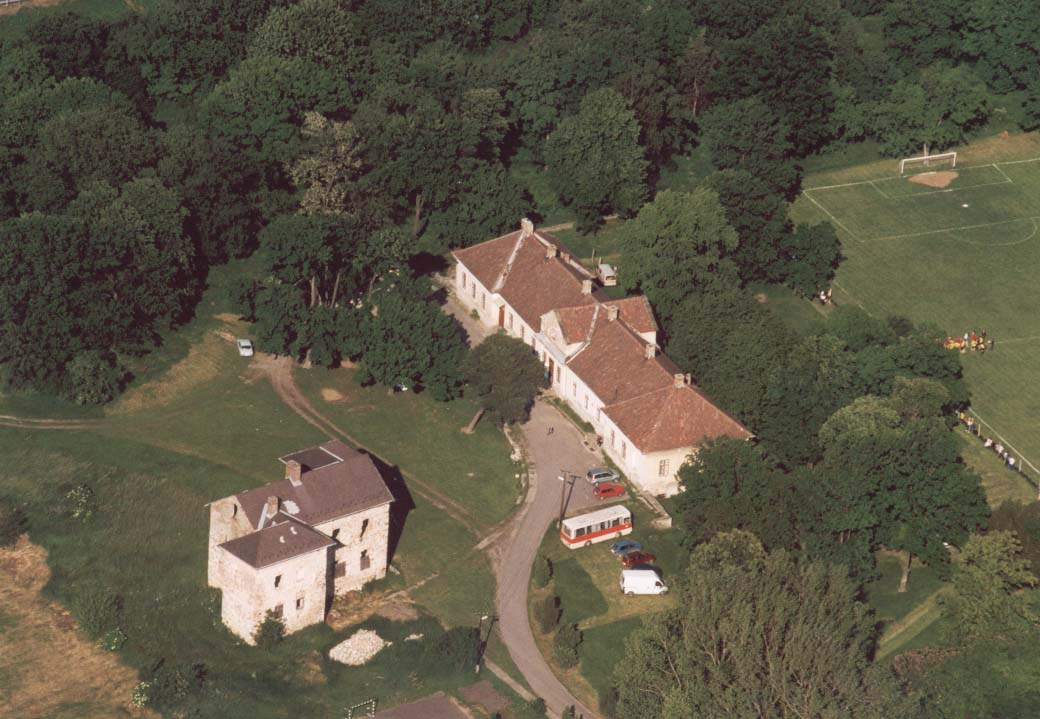
Luftaufnahme der Vay-Schlösser (2004)
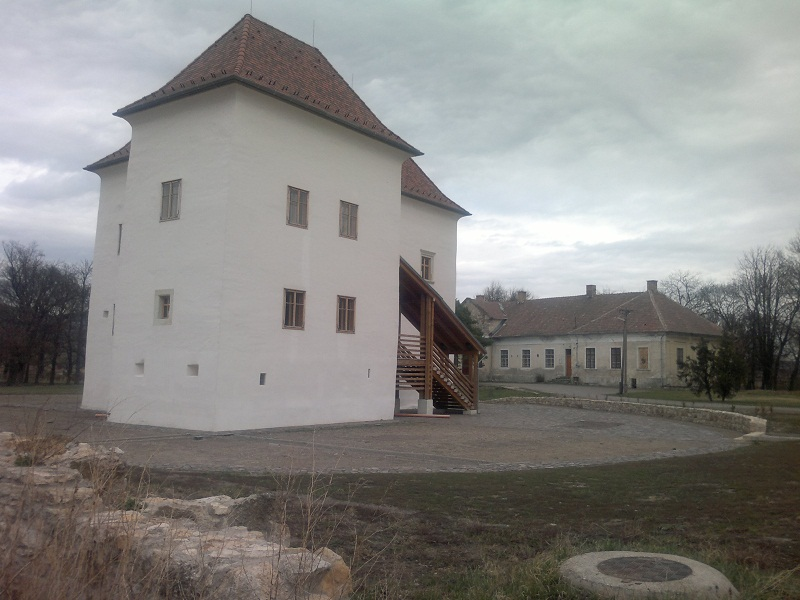
Schloss Vay (2012)
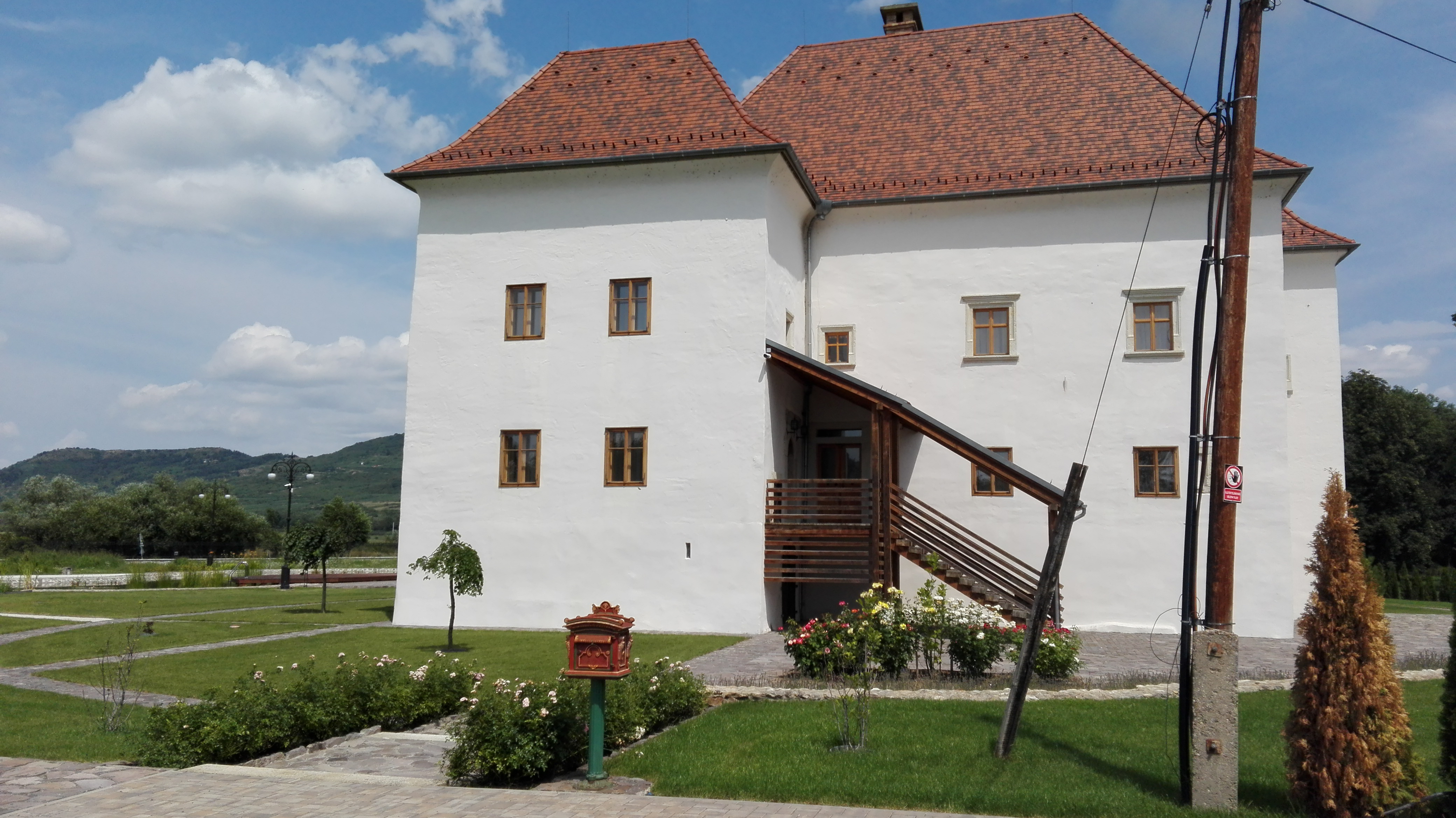
Schloss Vay (2016)
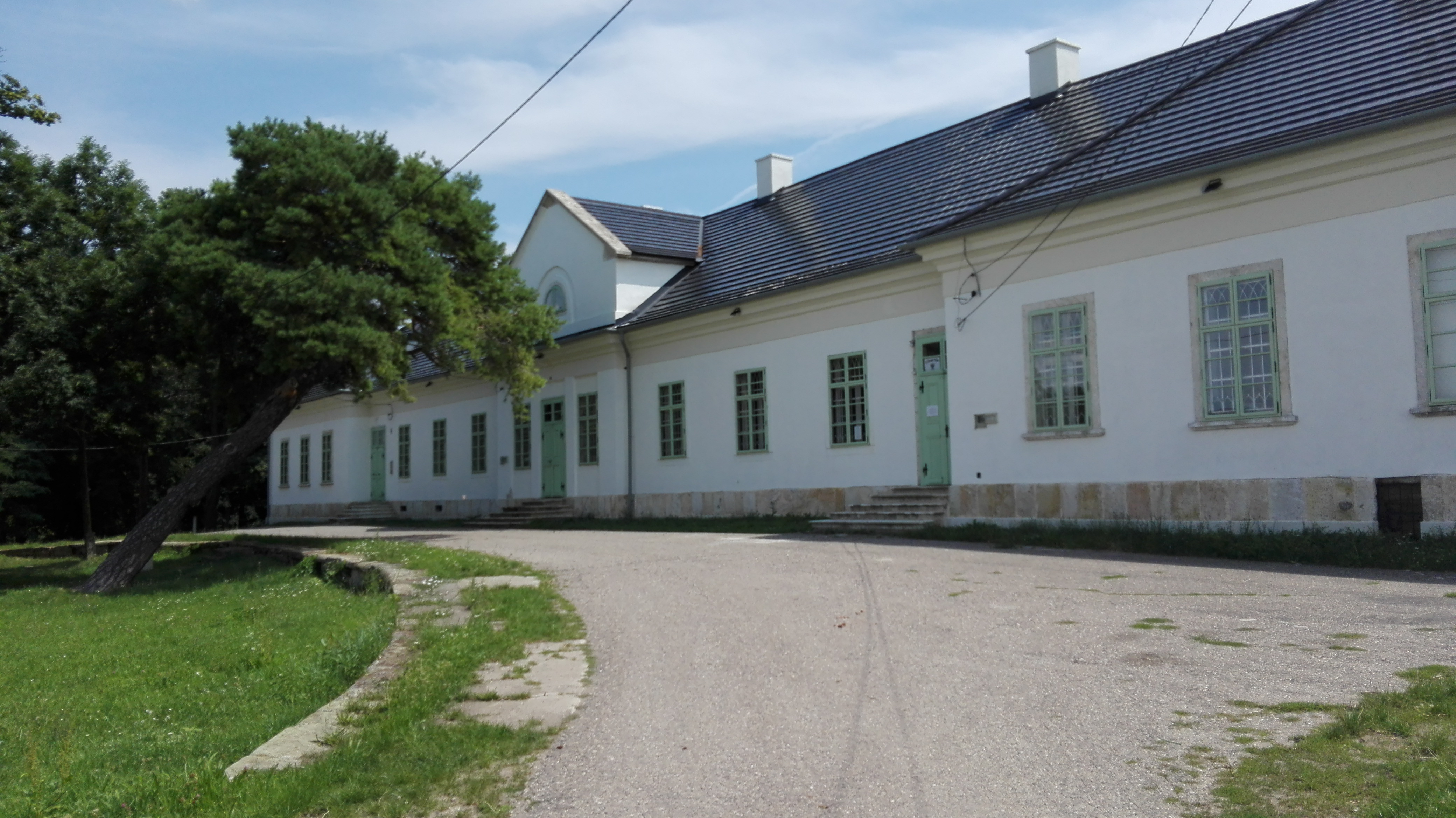
Schloss Vay (2016)
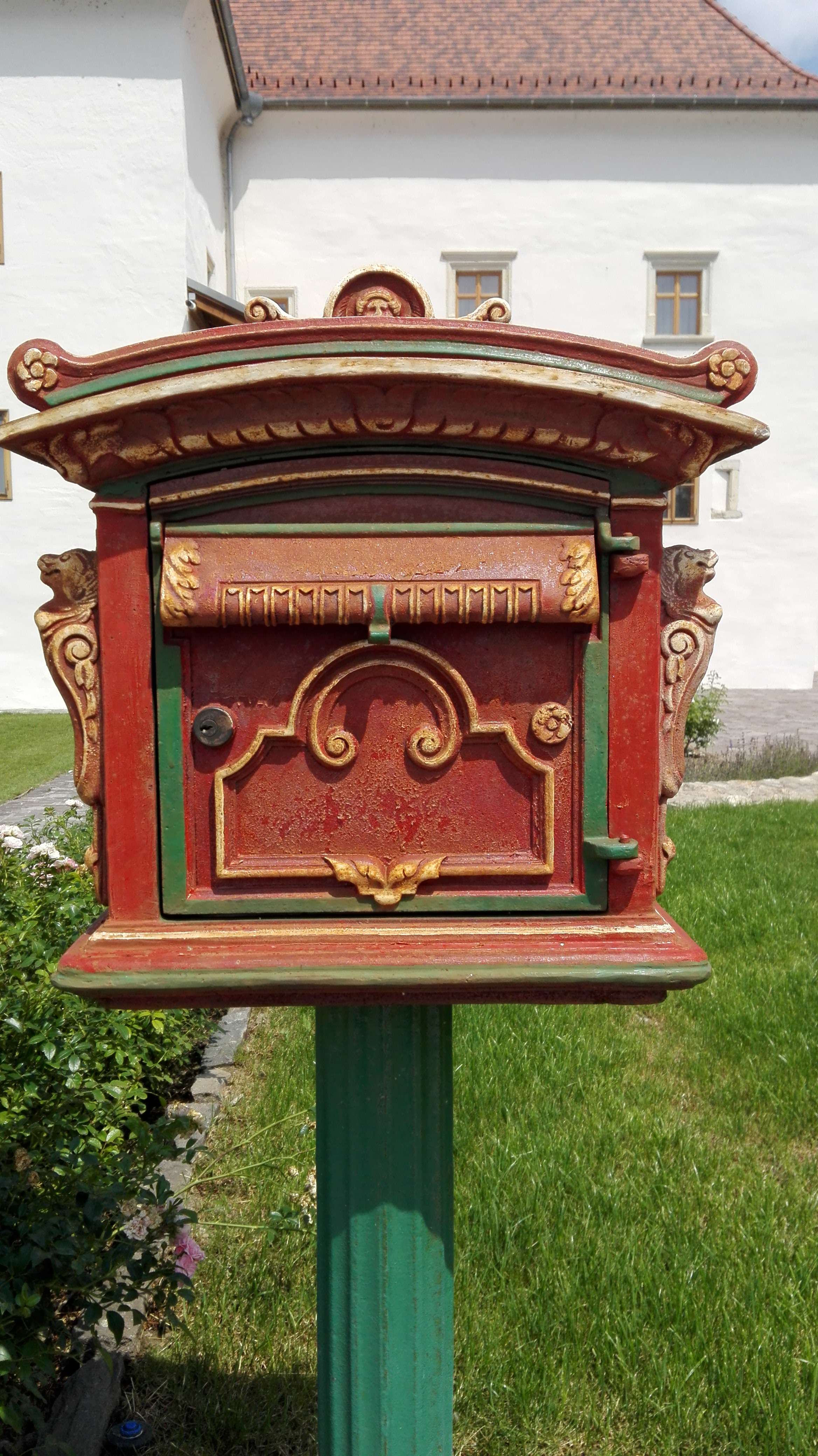
Briefkasten am Schloss (2016)